# Верхнезаглядино
Верхнезаглядино — деревня в Асекеевском районе Оренбургской области. Входит в состав Асекеевского сельсовета.

## География

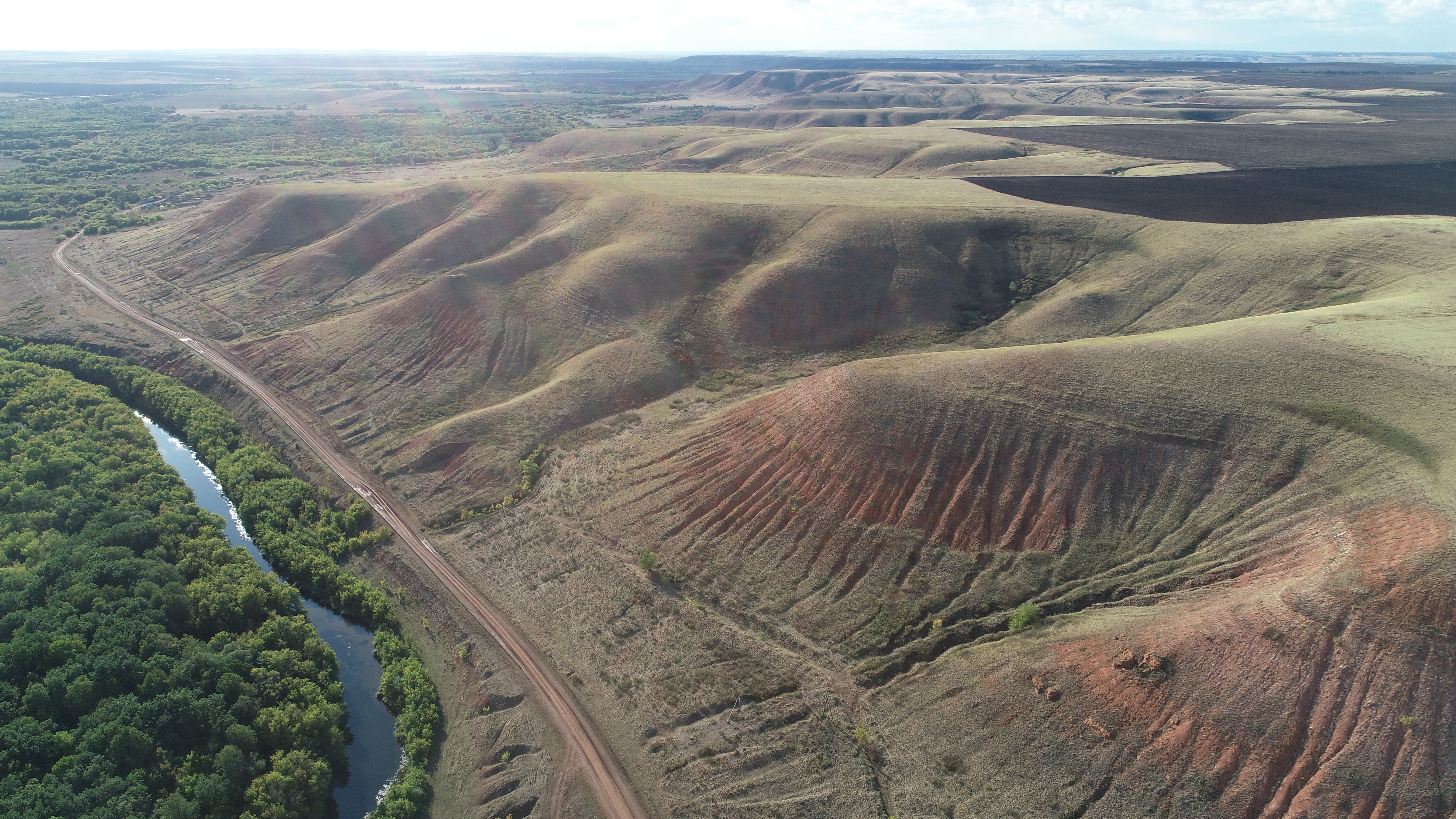
Верхнезаглядинский Кинельский яр

Деревня расположена недалеко от районного центра — Асекеева. В 1 км к северо-востоку от села, на правом берегу реки Большой Кинель находится Верхнезаглядинский Кинельский яр.
Часовой пояс
Деревня Верхнезаглядино как и вся Оренбургская область, находится в часовой зоне МСК+2. Смещение применяемого времени относительно UTC составляет +5:00.

## Население
| 2010 |
| ---- |
| 79   |